# Coffee-shop

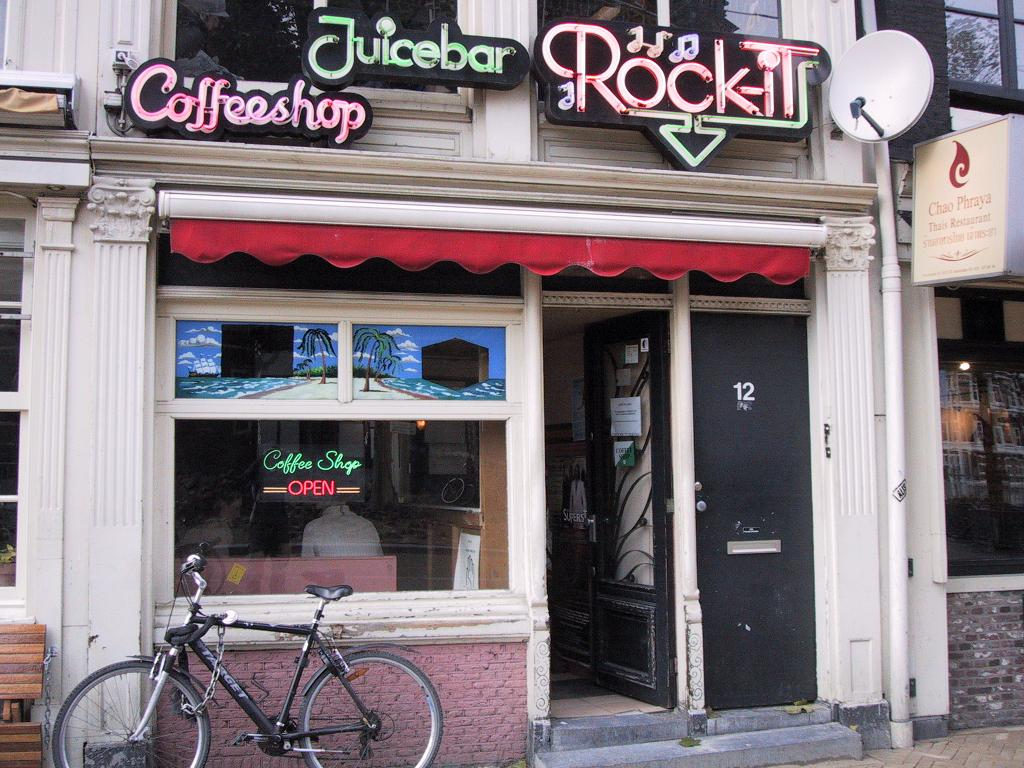
Un coffee-shop ad Amsterdam

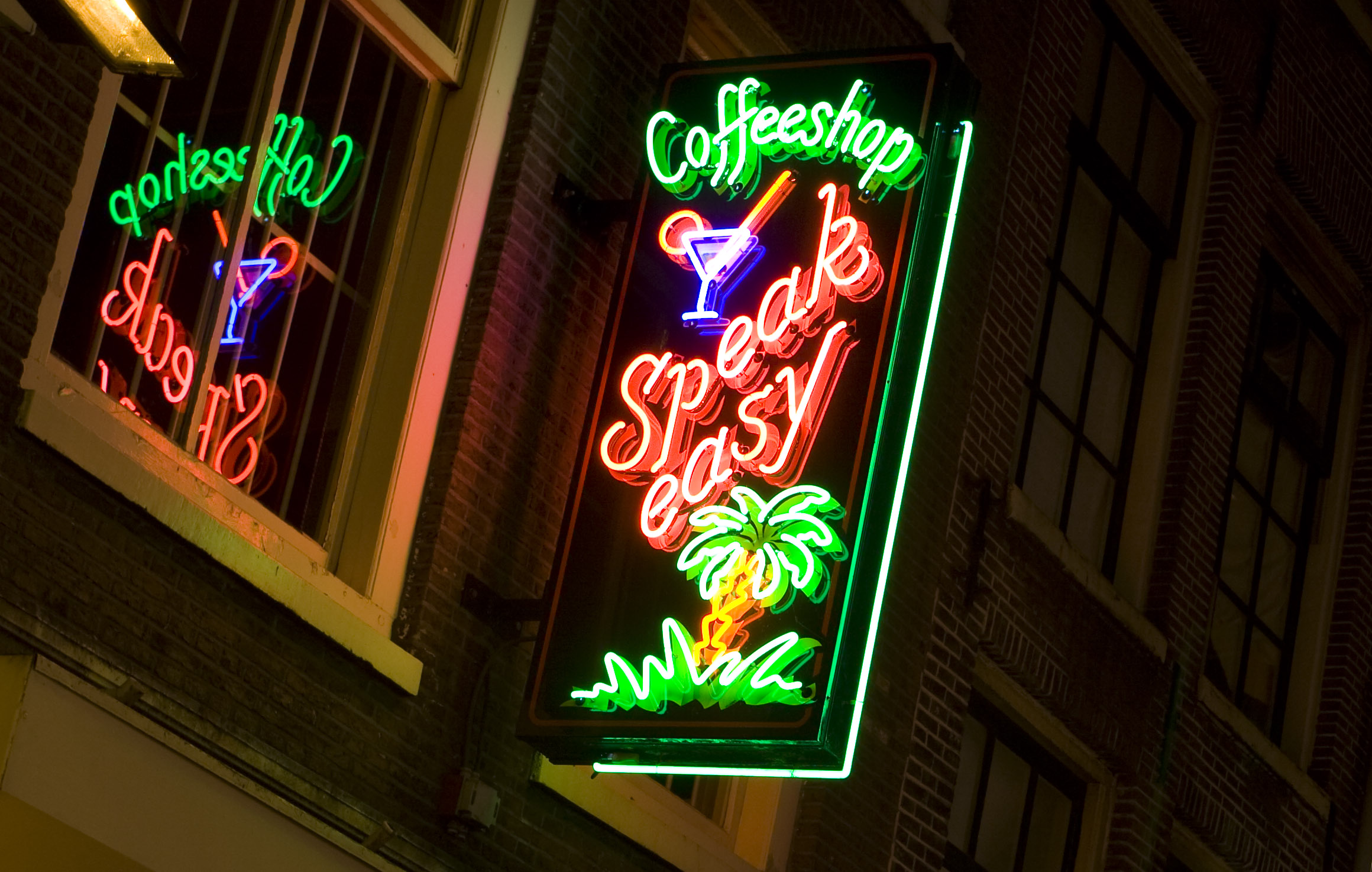
Insegna di un coffee-shop ad Amsterdam

Con il termine coffee-shop (nei Paesi Bassi i termini vengono uniti in coffeeshop) vengono indicati i locali autorizzati dallo Stato dei Paesi Bassi per vendere al consumo modesti quantitativi di cannabis, regolamentati da una politica in vigore nei Paesi Bassi.

## Caratteristiche
Generalmente all'interno di questi locali è possibile consumare, provare e confrontare gli effetti delle diverse varietà e qualità di cannabis, ricevendo anche consigli dai venditori. Nei locali spesso si possono ritrovare tutti gli accessori adatti o adattati, per l'uso e il consumo di cannabis; vengono talvolta venduti dolci a base di questi principi attivi, come la space cake e lo space chocolate.

## Diffusione

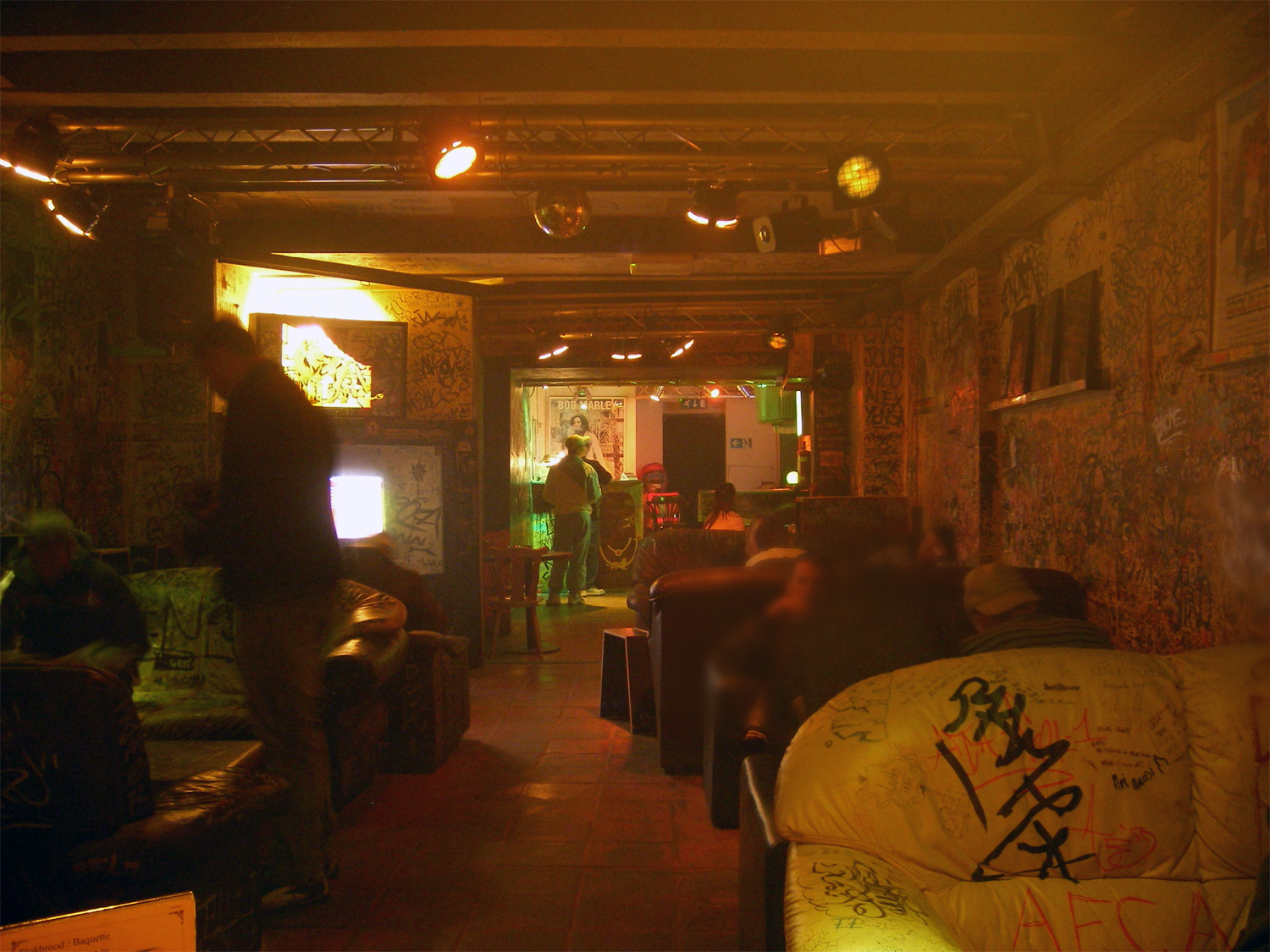
Interno di un coffee-shop di Maastricht

Nei Paesi Bassi attualmente sono presenti regolari coffeeshop in 105 delle 443 municipalità  esistenti per un totale di circa 702 licenze; il numero di tali esercizi è stabile da circa 10 anni. In passato, nel 1995, il censimento di tali locali annotava oltre 1500 coffeeshops regolari ed ulteriori 600 non completamente regolarizzati.
Amsterdam, la capitale dei Paesi Bassi, è la città con la maggiore densità (241 licenze circa) di questo tipo di imprese commerciali (talvolta organizzate in catene e franchising). Per tal motivo in molti strati della cultura giovanile europea, Amsterdam è divenuta sinonimo di luogo in cui svolgere vacanze con connotazioni trasgressive (anche per il fatto che in città è presente la prostituzione legalizzata).
Negli ultimi anni i governi olandesi hanno attuato una serie di limitazioni regolamentari a queste attività commerciali, si è perciò parlato di possibili riduzioni del numero dei coffee-shop olandesi in seguito alle difficoltà economiche sopraggiunte ed all'adeguamento alle nuove norme. Negli anni novanta i coffee shop in Amsterdam erano circa 600; dal 2005 ad oggi, il loro numero fluttua tra 200 e 250.

## Limitazioni
La quantità massima di cannabis che può essere venduta è di 5 grammi a persona per giorno ed ogni fruitore comunque non potrebbe rivolgersi a più di 6 coffeeshop al giorno per un totale di 30 gr/giorno procapite ammessi. Tale limitazione è stata istituita sia per scopi medici, sia per non permettere l'esportazione di tali piante all'estero (marijuana, hashish). 
I funghi allucinogeni, in passato "a catalogo" in questi locali, sono ora vietati dalla legge, quindi illegali. Tuttavia, al loro posto è possibile comprare i "tartufi magici" (magic truffles) che non sono altro che gli sclerozi di alcuni di questi funghi allucinogeni, contenenti sempre principi attivi come psilocibina e psilocina ma con effetti psicoattivi un po' più blandi, essendo freschi e non essiccati. Questi prodotti vengono venduti però negli smart shop, e non nei coffee-shop propriamente detti.
Tutti i prodotti a base di cannabinoidi e tutti i preparati che ne contengono traccia devono essere opportunamente ed inequivocabilmente segnalati per evitare che possano essere acquistati e consumati inconsapevolmente.
I proprietari di coffee-shop devono comunque evitare ogni tipo di pubblicità al proprio locale, vietare l'ingresso ai minorenni se non accompagnati, e vanno incontro alla revoca immediata della licenza se al proprio interno viene consumata droga pesante. È altresì vietato servire bevande alcoliche all'interno dei coffee-shop non muniti di licenza.
Dal 1º maggio 2012 una nuova legge ha limitato l'ingresso nei coffee-shop, in alcune regioni del sud del paese, ai soli cittadini olandesi, legge che poi si sarebbe dovuta estendere in tutti i Paesi Bassi il 1º gennaio 2013. Tuttavia il nuovo governo, insediatosi a seguito delle elezioni legislative del 2012 e sostenuto dal Partito Popolare per la Libertà e la Democrazia,  decise dal mese successivo di lasciare l'autonomia alle amministrazioni locali nel decidere se rendere operativa la legge, tenendo il criterio della residenza tecnicamente in vigore ma a discrezione delle autorità locali.